# Хёрин
Ким Хёджон (кор. 김효정, кит. 金孝靜; род. 11 декабря 1990 года, известная под сценическим псевдонимом Хёрин) — южнокорейская певица и автор песен. Бывшая участница южнокорейской женской группы Sistar и её подгруппы Sistar19.
В 2010 году Хёрин дебютировала как главная вокалистка и лидер гёрл-группы Sistar, которая впоследствии стала одной из самых популярных женских корейских групп 2010-х годов, а также носила титул «королев лета» за огромный успех летних синглов. В мае 2011 года состоялся дебют саб-юнита Sistar19. 31 мая 2017 года, после семи лет существования, Sistar были расформированы.
12 ноября 2017 года было объявлено, что Хёрин открыла собственное агентство — Bridʒ Entertainment.

## Биография
Хёчжон родилась 11 декабря 1990 года в Инчхоне, Республика Корея (во время промоушена Sistar агентство скрыло реальный возраст, и в её профайле было обозначено 11 января 1991 года). Её отец — офицер корпуса морской пехоты Республики Корея в отставке. У неё также есть младшая сестра, Ким Хечжон. Хёчжон родилась преждевременно, и её младенчество было осложнено тяжёлой формой атрезией желчевыводящих путей, что привело к нескольким операциям, инвагинации кишечника и возможной потере жёлчного пузыря. В будущем она сделала татуировку на месте шрама, оставленного после операции, чтобы скрыть его.
Хёчжон обучалась в Женском Университете Сунгшин.

## Карьера

### 2000—09: Начинания в карьере
Хёчжон с детства любила музыку и танцы, но никто не помогал ей, поэтому с ранних лет девочка самостоятельно ходила на прослушивания. Она ходила на кастинг в JYP Entertainment дважды, прежде чем её взяли в качестве трейни уже на третьем прослушивании. В результате Хёчжон готовилась к дебюту в новой женской группе вместе с Чжиын (в будущем — участница Secret), Хани (в будущем — участница EXID) и Ючжи (в будущем — участница BESTie), однако дебют, по неизвестным причинам, так и не состоялся. Затем Хёчжон покинула JYP и прошла кастинг в Starship Entertainment с кавером «Hurt» Кристины Агилеры.

### 2010—14: Дебют в Sistar и рост популярности

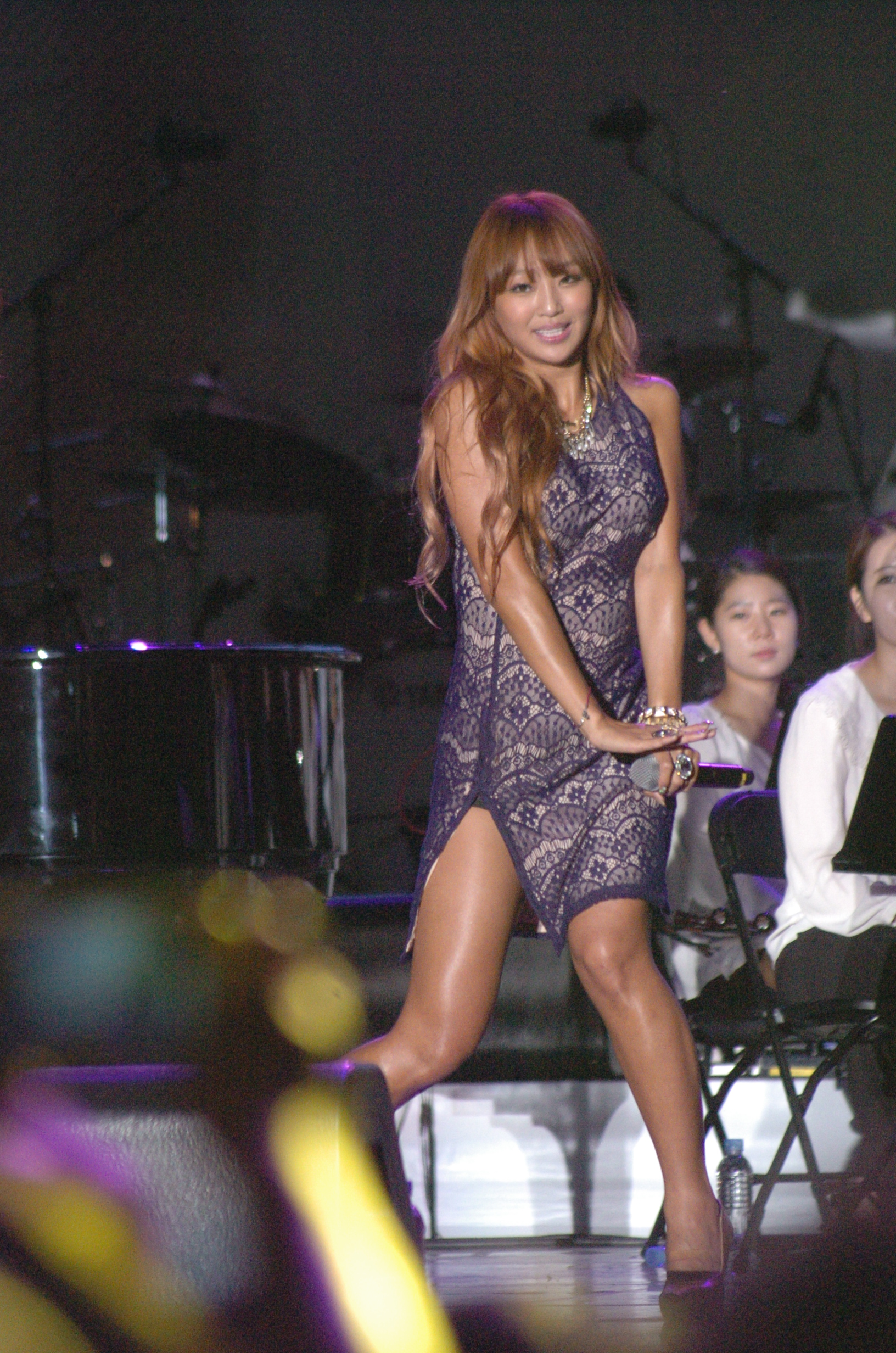
Хёрин на Arirang Festival, июнь 2012 года

В 2010 году Starship начали формировать новую женскую группу, в состав которой, помимо Хёчжон (которая в дальнейшем будет выступать под сценическим псевдонимом Хёрин), вошли Бора, Сою и Дасом. Дебют Sistar состоялся 3 июня, и практически сразу коллектив получил внимание за свой музыкальный стиль, концепт и вокальные способности участниц. В начале 2011 года был сформирован первый и единственный официальный юнит Sistar19 вместе с Борой, и 3 мая был выпущен цифровой сингл «Ma Boy», который имел огромный успех в Корее. 17 октября Хёрин выпустила «Ma Boy 2» совместно с Electroboyz. Мини-альбом Gone Not Around Any Longer, выпущенный 31 января 2013 года, также имел успех.
В 2012 году стартовала трансляция дорамы «Одержимые мечтой 2», где Хёрин исполнила одну из главных ролей. Вместе с Эйли и Чжиён (T-ara) она также исполнила саундтрек «Superstar». В августе 2013 года был выпущен саундтрек «You Make Me Go Crazy» для дорамы «Повелитель солнца». 22 ноября на сцене Mnet Asian Music Awards выступила вместе со Стиви Уандером и его легендарным хит-синглом «I Just Called to Say I Love You». 26 ноября Хёрин выпустила дебютный студийный альбом Love & Hate, который имел коммерческий успех. 31 декабря был выпущен видеоклип на официальную корейскую версию композиции «Отпусти и забудь» для мультфильма «Холодное сердце».
В январе 2014 года Хёрин выпустила саундтрек «Goodbye» для дорамы «Человек со звезды». 28 марта Starship объявили, что она примет участие в предстоящем камбэке Mad Clown. Она также приняла участие в записи нового альбома MC Mong, который был выпущен 3 ноября. 20 ноября был выпущен цифровой сингл «지워 (Erase)» при участии Чжуёна и Айрона. Хёрин также стала первой участницей айдол-группы в истории, которая участвовала в специальном выпуске телешоу «Я певец» в честь Чхусока; трансляция состоялась 9 сентября, в общем рейтинге исполнительница заняла 2 место.

### 2015—16:It’s Me

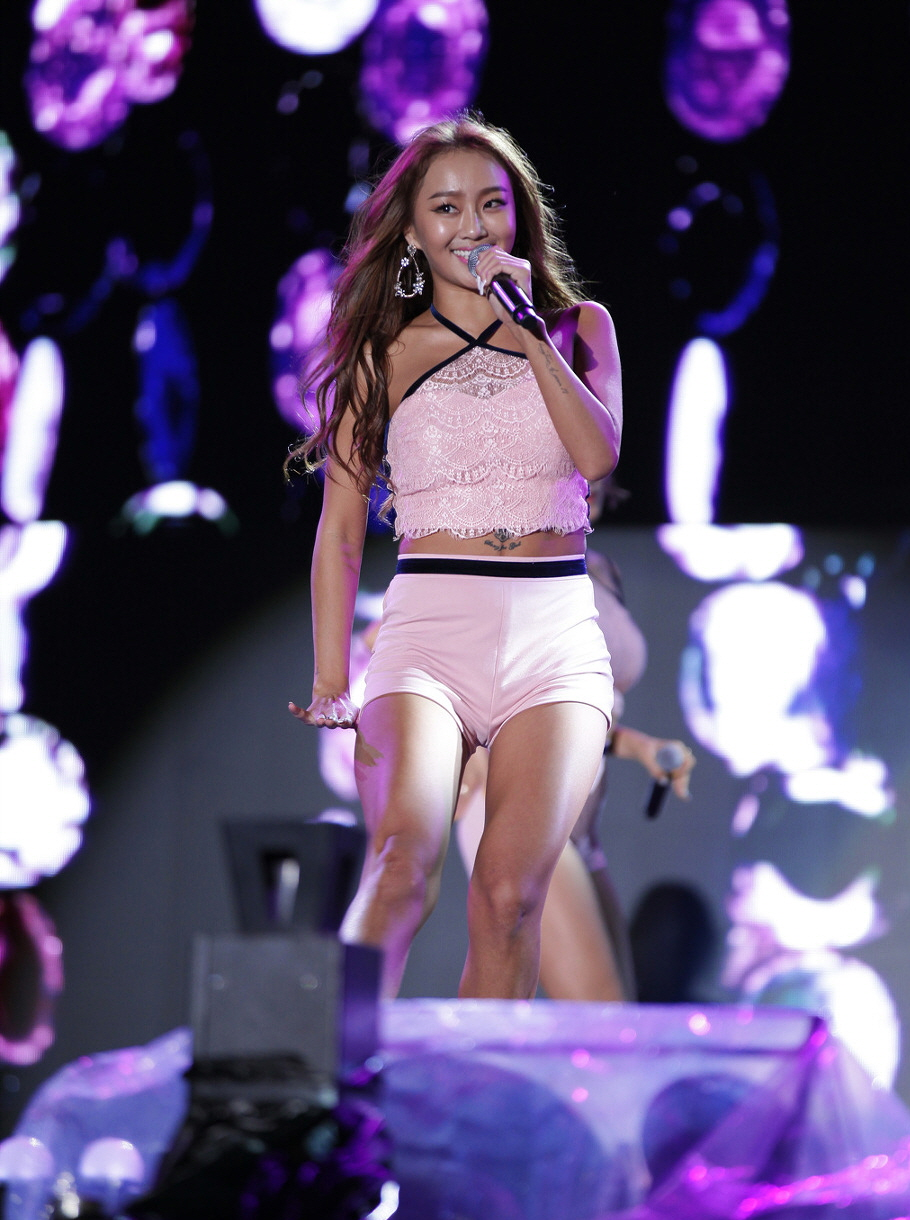
Хёрин на выступлении Sistar, октябрь 2016 года

13 января 2015 года стало известно, что Хёрин вернётся в 3 сезон телешоу «Я певец». Она стала первой участницей, выбывшей из шоу, однако продолжала удивлять зрителей своим выбором композиций, в частности, ей удалось покорить публику кавером классической баллады «Fate», в оригинале исполненной известной корейской певицей и «национальной дивой» Ли Сонхи. 2 апреля в рамках специального кавер-проекта Starship Хёрин вместе с Сою выпустила композицию «Growing» (оригинал исполнил K.Will). 17 августа было объявлено, что Хёрин также примет участие во 2 сезоне проекта «Дерзкие рэперши», где заняла 3 место. 6 ноября во время полуфинала она впервые исполнила песню «My Love» совместно с Basick. 14 декабря состоялся релиз композиции «Love Line» при участии Чжуёна и Bumkey. 16 декабря был выпущен саундтрек «Turnaround» для корейской версии мультфильма «Маленький принц».
В марте 2016 года Хёрин приняла участие в вокальном шоу «Лучший певец в маске», где заняла 2 место. В июне она стала участницей шоу «Фестиваль песенного дуэта», где вместе со своей партнёршей Ли Нахён исполнила кавер «Sofa» (в оригинале песню исполнил Crush), и заняла 2 место. 15 июля был выпущен саундтрек «I Miss You» к дораме «Безрассудно влюблённые». 21 октября вместе с Far East Movement и Джилл Чанг выпустила композицию «Umbrella». Позднее в СМИ появились сообщения о подготовке Хёрин к выпуску своего первого альбома, выход которого состоялся 8 ноября и получил название It’s Me.

### 2017—18: Распад Sistar и открытие собственного агентства

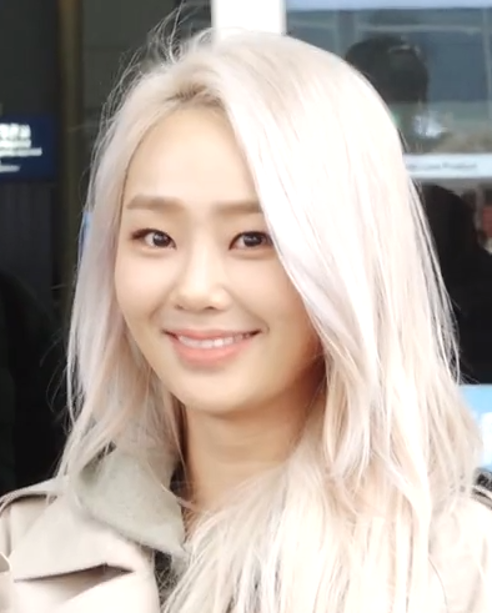
Хёрин в международном аэропорту Инчхон, февраль 2019 года

9 января 2017 года специально для дорамы "Отряд «Хваран»'' Хёрин выпустила композицию «서로의 눈물이 되어 (Our Tears)». 14 апреля был выпущен сингл «Blue Moon», записанный при участии рэпера Чанмо. Песня стала успешной в стриминге, и также хорошо показала себя в музыкальных чартах. 23 мая 2017 года, после почти 7 лет со дня дебюта, Starship объявили, что Sistar будут расформированы, так как каждая участница решила заняться сольной карьерой. 31 мая был выпущен прощальный сингл «Lonely», который занял 1 место в Gaon Digital Chart. 29 июня Хёрин выпустила сингл «Fruity», записанный при участии рэперши Чо Хёрюн (более известной как Kisum). 25 августа для дорамы «Достойный своего имени» был выпущен саундтрек «Always». 9 сентября Хёрин опубликовала рукописное письмо для поклонников в Instagram, где сообщила, что покидает Starship и планирует открыть собственное агентство. Позднее она участвовала в вокальном шоу «Фантастический дуэт», где выступала вместе с Got7. 13 ноября стало известно, что Хёрин открыла собственное агентство — Bridʒ Entertainment. 20 декабря она выпустила саундтрек «태업 시계 (Wind Up Watch)» для дорамы «Чёрный рыцарь».
13 января 2018 года была выпущена композиция «스쳐간 꿈처럼 (Dreamy Love)» для дорамы «Запах денег». 6 февраля был выпущен первый сингл Хёрин под лейблом Bridʒ — «내일할래 (To Do List)». 28 февраля Got7 выпустили предрелизный сингл «너 하나만 (One and Only You)», в котором Хёрин также приняла участие. 23 апреля она выпустила сингл «달리 (Dally)» при участии рэпера Грея. Меньше, чем за сутки, видеоклип собрал больше 1 миллиона просмотров. 19 июля был выпущен сингл «바다보러갈래 (See Sea)», а 14 августа — «BAE».

### 2019—2022:Say My Nameи участие вQueendom 2
22 мая 2019 года Хёрин выпустила сингл «니가 더 잘 알잖아 (youknowbetter)», в создании которого приняла участие Мелани Фонтана. Неделю спустя, 29 мая, в Берлине стартовал её первый мировой тур 2019 Hyolyn 1st World Tour [TRUE]; гастроли прошли в Европе, Средней Азии и закончились концертом в Токио 30 июня.
19 августа 2020 года Хёрин выпустила второй мини-альбом Say My Name.
Первоначально планировалось, что Хёрин выпустит новый цифровой сингл «Layin' Low» 30 ноября, но релиз был отложен до января 2022 года. До этого она выпустила специальный рождественский сингл под названием «A-Ha» 22 декабря 12 января 2022 года Хёрин выпустила сингл «Layin' Low» с участием Чжуён.
21 февраля 2022 года было подтверждено, что Хёрин примет участие во втором сезоне  реалити-шоу Queendom, премьера которого состоялась 31 марта. В финале шоу Хёрин заняла 4 место.
23 мая Хёрин объявила, что выступит на Молодежный фестиваль 2022, который пройдет с 10 по 12 июня, и выйдет на сцену 10-го, в первый день фестиваля.
3 июня Хёрин объявила, что выпустит новый альбом в июле и готовится к возвращению.

## Публичный имидж и влияние
Хёрин неоднократно признавалась одной из лучших вокалисток Кореи, её также называют «корейской Бейонсе» за отточенные навыки в пении и танцах.

### Скандалы
В декабре 2018 года Хёрин выступила на KBS Drama Awards, церемонии награждения для актёров, однако её выступление подверглось жёсткой критике со стороны пользователей сети за неуместность внешнего вида и самой композиции для данного рода премий.

## Дискография

### Студийные альбомы
- Love & Hate (2013)

### Мини-альбомы
- It’s Me (2016)
- Say My Name (2020)

## Фильмография
| Год  |   | Русское название   | Оригинальное название | Роль |
| ---- | - | ------------------ | --------------------- | ---- |
| 2012 | с | Одержимые мечтой 2 | Dream High Season 2   | Нана |

## Награды и номинации
| Церемония                               | Год  | Номинация                                             | Что номинировано                             | Результат |
| --------------------------------------- | ---- | ----------------------------------------------------- | -------------------------------------------- | --------- |
| APAN Music Awards                       | 2020 | Награда за популярность (женское соло)                | Хёрин                                        | Номинация |
| Golden Disc Awards                      | 2018 | Цифровой Бонсан                                       | «Blue Moon» (с Чанмо)                        | Номинация |
| Korea Drama Awards                      | 2012 | Лучшая новая актриса                                  | «Одержимые мечтой 2»                         | Номинация |
| Korea Drama Awards                      | 2014 | Лучший оригинальный саундтрек                         | «Hello, Goodbye» — My Love from the Star OST | Номинация |
| Korea First Brand Awards                | 2019 | Самая ожидаемая женская исполнительница               | Хёрин                                        | Номинация |
| Mnet Asian Music Awards                 | 2014 | Лучшая женская исполнительница                        | Хёрин                                        | Номинация |
| Mnet Asian Music Awards                 | 2014 | Лучшее сольное танцевальное выступление               | «One Way Love»                               | Номинация |
| Mnet Asian Music Awards                 | 2014 | Песня Года                                            | «One Way Love»                               | Номинация |
| Mnet Asian Music Awards                 | 2014 | Артист Года                                           | Хёрин                                        | Номинация |
| Mnet Asian Music Awards                 | 2017 | Лучшая коллаборация                                   | «Blue Moon» (с Чанмо)                        | Номинация |
| Mnet Asian Music Awards                 | 2017 | Артист Года                                           | Хёрин                                        | Номинация |
| Mnet Asian Music Awards                 | 2018 | Лучшая коллаборация                                   | «Dally» (с Греем)                            | Номинация |
| Mnet Asian Music Awards                 | 2018 | Лучшее сольное танцевальное выступление               | «Dally» (с Греем)                            | Номинация |
| Mnet Asian Music Awards                 | 2018 | Песня Года                                            | «Dally» (с Греем)                            | Номинация |
| Seoul International Drama Awards        | 2014 | Выдающийся саундтрек для корейской дорамы             | «Crazy of You» — Master’s Sun OST            | Номинация |
| Seoul International Youth Film Festival | 2014 | Лучший саундтрек, записанной женской исполнительницей | «Crazy of You» — Master’s Sun OST            | Номинация |
| World Music Awards                      | 2014 | Лучшая песня                                          | «Hello, Goodbye» — My Love from the Star OST | Номинация |
| World Music Awards                      | 2014 | Лучшая песня                                          | «One Way Love»                               | Номинация |
| World Music Awards                      | 2014 | Лучший клип                                           | «One Way Love»                               | Номинация |
| World Music Awards                      | 2014 | Лучшая женская исполнительница                        | Хёрин                                        | Номинация |
| World Music Awards                      | 2014 | Лучшая исполнительница вживую                         | Хёрин                                        | Номинация |
| World Music Awards                      | 2014 | Лучший артист года                                    | Хёрин                                        | Номинация |